# دختران زیبا
دختران زیبا یا لُعبت‌ها (ایتالیایی: Le bambole) یک فیلم کمدی ایتالیایی به کارگردانی مائورو بولونینی، لوئیجی کومنچینی، دینو ریسی و فرانکو روسی است که در سال ۱۹۶۵ منتشر شد. این فیلم از چهار بخش تشکیل شده‌است.

## بازیگران
- نینو مانفردی
- جینا لولوبریجیدا
- آلیشا براندت
- مونیکا ویتی
- ویرنا لیزی
- الکه زومر
- اوراتزیو اورلاندو
- ماوریسیو آرنا
- ژان سورل
- جانی ریتسو
- آکیم تامیروف
- پی‌یرو فوکاچا
- جان کارلسن